# 피라인모터스
주식회사 피라인모터스(영어: PLINE MOTORS)는 서울특별시 금천구 가산디지털1로 24에 본사를 둔 버스 제조 업체이자 하이거 버스의 수입 대행사이다.

## 역사 및 현황
피라인모터스는 2003년 9월 7일에 설립되었다. 2025년 전환사채(CB)와 상환전환우선주(RCPS)의 보통주 전환을 통해 높은 부채비율을 낮추었으며 2025년에 주관사를 대신증권으로 상장할 계획이었으나 철회하였다.

## 판매 차종

### 수입 차종
- 하이거 하이퍼스 1609 시리즈
- 하이거 하이퍼스 1611 시리즈
- 하이거 하이퍼스 HP
- 하이거 하이퍼스 프라임